# Amicus curiae

En droit, un amicus curiae est une personnalité ou un organisme, non directement lié aux protagonistes d'une affaire judiciaire, qui propose au tribunal de lui présenter des informations ou des opinions pouvant l'aider à trancher l'affaire, sous la forme d'un mémoire (un amicus brief), d'un témoignage non sollicité par une des parties, ou d'un document traitant d'un sujet en rapport avec le cas. La décision sur l'opportunité d'admettre le dépôt de ces informations ou de ces opinions est à la discrétion du tribunal.
Plus généralement, intervenir en tant qu'amicus curiae est devenu une possibilité au sein de certaines instances internationales, telles que l'Organisation mondiale du commerce.
L'expression amicus curiae vient du latin et signifie littéralement « ami de la cour ».

## Histoire
L'amicus curiae provient à l'origine du droit romain. Au IXe siècle, la notion a été incorporée dans le droit anglais et, plus tard, elle a été étendue à la majorité des systèmes juridiques. Par la suite, elle a aussi été introduite en droit international, en particulier concernant les droits fondamentaux. À partir de ce moment-là, elle a été intégrée dans la plupart des systèmes de loi (elle a récemment été intégrée dans le système de loi de l'Argentine et le code de procédures civiles du Honduras en 2010).
Aujourd'hui, c'est une notion utilisée par la Cour européenne des droits de l'homme, la Commission interaméricaine sur les droits de l'homme, la Cour de justice de l'Union européenne ainsi que la Cour pénale internationale.

### Présentation
Le rôle d'un amicus est souvent confondu avec celui d'un intervenant. Le rôle d'un amicus a été défini par Salmon LJ (en tant que Lord Salmon) dans Allen v Sir Alfred McAlpine & Sons Ltd (1968) : « J'ai toujours défini que le rôle d'un amicus curiae était d'aider la cour par une exposition de la loi impartialement, ou, si une des parties n'est pas représentée, par un avancement d'arguments légaux en son nom ».
La situation la plus souvent mentionnée dans la presse est celle qui se produit quand un groupe d'avocats dépose un mémoire dans une affaire devant une cour d'appel lorsqu'il n'est pas partie prenante d'un litige. Ces cas d'appel sont normalement limités à l'enregistrement des faits et arguments venant d'un cas présenté à la cour avant un appel ; les avocats se concentrent sur les faits et les arguments les plus favorables à leurs clients. Si l'affaire peut avoir des implications plus larges, les mémoires d'amicus curiae sont une manière d'introduire la préoccupation de ces implications, de sorte que les éventuels effets juridiques généraux des décisions de justice ne dépendent pas uniquement des parties directement impliquées dans l'affaire.

## Droit par pays

### Canada
La Cour suprême du Canada a un pouvoir discrétionnaire de commettre un avocat, en l'absence de toute représentation, relativement à un intérêt auquel il est porté atteinte. La Cour suprême a notamment exercé ce pouvoir dans le Renvoi sur la sécession du Québec, dans un contexte où le gouvernement québécois avait refusé de participer au renvoi malgré le fait que l'enjeu du renvoi portait sur sa revendication d'un droit à la sécession unilatérale. Les intérêts du gouvernement québécois ont alors été défendus par Me André Jolicoeur, qui a mis de l'avant la théorie de l'effectivité de la souveraineté nationale en droit international public. La Cour internationale de justice a fait référence au Renvoi sur la sécession dans l'avis consultatif sur la conformité au droit international de la déclaration unilatérale d’indépendance relative au Kosovo et elle a soutenu la thèse selon laquelle la déclaration d'indépendance du Kosovo était valide car elle était devenue effective.
De plus, dans un contexte de droit pénal, en vertu de l'article 694.1 du Code criminel, la Cour peut en tout temps désigner un avocat pour agir au nom d'un accusé qui est partie à un appel.

### États-Unis
La Cour suprême des États-Unis a des règles spéciales pour les mémoires d'amicus curiae, généralement couvertes par la règle 37 de la Cour Suprême. La règle dispose, en partie, qu'un tel mémoire doit porter sur une « question pertinente », non traitée par les parties, qui « peut être une aide considérable ». La couverture du mémoire d'un amicus curiae doit identifier quelle partie le mémoire supporte, ou si un mémoire supporte seulement une affirmation ou un revers : règle 37.3(a). de la Cour suprême. La cour, entre autres, exige aussi que tous les amici non gouvernementaux identifient ceux qui fournissent une contribution monétaire à la préparation ou à la soumission du mémoire : règle 37.6 de la Cour Suprême. Le mémoire doit être préparé sous forme de brochure, dont 40 copies doivent être fournies à la Cour.
En général, à moins que le mémoire de l'amicus ne soit déposé par le gouvernement fédéral (ou un de ses dirigeants ou agents) ou un État des États-Unis, l'autorisation du tribunal (par le biais d'une motion pour une autorisation) ou le consentement mutuel des parties est requis. Cela permet à un amicus curiae de présenter une plaidoirie orale considérée comme « extraordinaire ».
Dans les affaires importantes, les amici curiae sont généralement des organisations avec de considérables budgets juridiques. Aux États-Unis, par exemple, les organisations de défense juridique à but non lucratif, comme l'Union civile pour la Liberté américaine, la Fondation de repère juridique, la Fondation juridique pacifique, la Fondation Frontière électronique , le Centre américain sur le droit et la justice (ou NORML), présentent souvent des mémoires pour plaider pour ou contre un changement ou une interprétation légale particulière. Si une décision peut affecter une industrie entière, des compagnies autres que les parties prenantes peuvent souhaiter faire entendre leurs préoccupations. Aux États-Unis, la cour fédérale a souvent eu à entendre des cas impliquant la constitutionnalité des lois de l'État. C'est pourquoi les États peuvent déposer des mémoires, en tant qu'amicus curiae, quand leurs lois sont susceptibles d'être affectées, comme dans le cas McDonald contre Chicago à la Cour suprême, quand trente-deux États sous l'égide du Texas (et de la Californie indépendamment), ont déposé ces mémoires.
Un amicus curiae qui ne dépose pas de mémoire présente souvent une perspective académique sur le cas. Par exemple, s'il est fait référence à l'histoire du droit sur un certain sujet, un historien peut prendre l'initiative de traiter la question à la lumière de ses connaissances. Un économiste, un statisticien, ou un sociologue peut choisir de faire la même chose. Des éditorialistes de journaux ou de blogs, ou d'autres rédacteurs d'articles d'opinion, peuvent aussi chercher à influencer les décisions du tribunal comme le ferait un amicus curiae. Ils ne sont cependant pas techniquement considérés comme des amici curiae, car ils ne présentent pas leurs documents à la Cour, n'ont donc pas à en demander la permission, et n'ont aucune garantie d'être lus.

## Les évolutions actuelles et les dangers qui en découlent
L'amicus curiae était à l'origine une procédure exceptionnelle mise à la disposition des tribunaux dans le monde anglo-saxon, pour éviter les erreurs et pallier les insuffisances de procédure. Mais il est désormais utilisé de manière systématique par des groupements d'intérêts pour donner leur avis sur une question en litige. Cette évolution, apparue devant la Cour suprême des États-Unis, se retrouve devant les mécanismes internationaux de règlement des différends sous l'impulsion des acteurs de la société civile dont l'ambition n'est pas de se mettre au service du tribunal, mais de s'imposer comme un nouvel acteur de la procédure.
Par une utilisation répétée des groupements d'intérêts, l'amicus curiae risque de rompre avec ses fondements procéduraux classiques pour devenir un droit de participation au profit des tiers. Sous couvert d'amitié, des étrangers à la procédure cherchent à l'instrumentaliser à leur profit en jouant sur la méconnaissance du mécanisme. Si cette évolution se confirmait, cela présenterait de réels dangers pour l'intégrité de la procédure et risquerait de s'opérer au détriment des parties au litige.
Des communications d'amicus curiae ont été fréquemment présentées dans les procédures de l'Organe d'appel de l'Organisation mondiale du commerce.